# Xã Hale, Quận Hardin, Ohio
Xã Hale (tiếng Anh: Hale Township) là một xã thuộc quận Hardin, tiểu bang Ohio, Hoa Kỳ. Năm 2010, dân số của xã này là 1.590 người.